# Heinrich Köbberling
Heinrich Köbberling (* 23. února 1967 Bad Arolsen) je německý jazzový bubeník.

## Život
Studoval hru na bicí nástroje v Hamburku (Hochschule für Musik und Theater Hamburg), a v New Yorku (The New School). Působil jako učitel hry na bicí nástroje na universitách v Hannoveru a v Hamburku a od roku 2007 je profesorem pro bicí nástroje na Hochschule für Musik und Theater Leipzig.
V současné době připravuje svoji nahrávku s titulem Sonnenschirm.

## Nahrávky
V současnosti hraje v několika skupinách, kde se podílel i na nahrávkách:
- Julia Hülsmann Trio: Julia Hülsmann — piano, Heinrich Köbberling — bubny, Marc Muellerbauer — kontrabas.[4][nedostupný zdroj]
  - Imprint (2011, ECM)
  - The End Of A Summer (2008, ECM)
  - Good Morning Midnight (with Roger Cicero, 2006, ACT). Další obsazení: Roger Cicero — zpěv, Christian Berger — bandoneon, Tilman Ehrhorn — elektronika, Martin Auer, Rainer Brennecke — křídlovka, Sarrah Willis — lesní roh, Jonas Schoen — Altsaxofon.
  - Scattering Poems (with Rebekka Bakken, 2003, ACT). Další obsazení: Rebekka Bakken — zpěv, Rainer Winch— bubny.

- Lyambiko: Lyambiko — zpěv, Heinrich Köbberling — bubny, Marque Lowenthal — piano, Robin Draganic — kontrabas.
  - Something Like Reality (2010, Sony Music)
  - Saffronia (2008, Sony/BMG)
  - Inner Sense (2007, Sony/BMG)

- Benjamin Schatz Trio: Benjamin Schatz — piano, Heinrich Köbberling — bubny, Pepe Berns — kontrabas, Johannes Enders — saxofon.
  - Distant Light (2011, Double Moon Records)

- Klaus Spencker Trio: Klaus Spencker — kytara, Heinrich Köbberling — bubny, Marc Muellerbauer — kontrabas.
  - December (2010, A-Jazz)

- Dok Wallach: Michael Thieke — altsaxofon a klarinety, Heinrich Köbberling — bubny, Johannes Fink — kontrabas, Daniel Erdmann — tenorsaxofon.
  - Dok Wallach — Live In Lisbon (2009, Jazzwerkstatt)

- Aki And The Good Boys: Rudi Mahall — bassklarinet, Heinrich Köbberling — bubny, Johannes Fink — kontrabas, Aki Takase — piano, Tobias Delius — tenorsaxofon, klarinet.
  - Live At Wilissau Jazz Festival (2008, Jazzwerkstatt)
  - Procreation (2004, Enja Records). Další obsazení: Walter Gauchel — zpěv.

- Günter Adler: Rudi Mahall — bassklarinet, Heinrich Köbberling — bubny, Johannes Fink — kontrabas, Daniel Erdmann — tenorsaxofon.
  - Auf Der Schönhauser Allee (2008, Jazzwerkstatt)
  - Live In Asien (2003, Metarecords)
  - Self—Titled (2000, Metarecords)

- Thomas Schmidt Trio: Thomas Schmidt — kytara, Heinrich Köbberling — bubny, Andreas Henze — kontrabas.
  - For Good Reasons (1999, Jazz4Ever)

- The Derek Bronston Group: Derek Bronston — kytara, Heinrich Köbberling — bubny, Gary Wang — kontrabas, Lisa Parrott — altsaxofon, baritonsaxofon.
  - For Good Reasons (1999, Jazz4Ever)

## Vystoupení
Heinrich Köbberling nevystupuje jen se skupinami se kterými nahrává. Dále působí ještě v evropské koncertní skupině Ernieho Wattse. Nerealizoval s ním žádnou nahrávku, neboť Ernie Watts nahrává své desky v USA s domácími muzikanty. Kapela vystupuje v tomto obsazení:
- Ernie Watts Quartet Europe: Ernie Watts — tenorsaxofon, David Witham — piano, Rudi Engel — kontrabas, Heinrich Köbberling — bubny.[5]